# Klára Hájková
Klára Hájková (* 16. April 1999) ist eine tschechische Tennisspielerin.

## Karriere
Hájková spielte bisher überwiegend auf der ITF Women’s World Tennis Tour, wo sie bislang drei Doppeltitel gewann.
Ihr bislang letztes internationale Turnier spielte Hájková im September 2020. Sie wird daher nicht mehr in der Weltrangliste geführt.

## Turniersiege

### Doppel
| Nr. | Datum            | Turnier              | Kategorie   | Belag             | Partnerin        | Finalgegnerinnen                         | Ergebnis         |
| --- | ---------------- | -------------------- | ----------- | ----------------- | ---------------- | ---------------------------------------- | ---------------- |
| 1.  | 6. Oktober 2018  | Telde                | ITF $15.000 | Sand              | Aneta Laboutková | Carlota Molina Megias Nastassja Jakimawa | 1:6, 7:5, [10:5] |
| 2.  | 10. August 2019  | Olmütz               | ITF W15     | Sand              | Aneta Laboutková | Pia Lovrič Himari Satō                   | 6:4, 2:6, [10:4] |
| 3.  | 2. November 2019 | St. Ulrich in Gröden | ITF W15     | Hartplatz (Halle) | Aneta Laboutková | Claudia Giovine Marija Marfutina         | 6:3, 3:6, [10:7] |